# Cemarajaya
Cemarajaya is een bestuurslaag in het regentschap Karawang van de provincie West-Java, Indonesië. Cemarajaya telt 5037 inwoners (volkstelling 2010).